# Евразийская плита
Евразийская плита — литосферная плита, покрывающая большую часть Евразийского континента. В Евразийскую плиту не входят Индостан, Аравийский полуостров и часть северо-восточной Евразии восточнее Верхоянского хребта. Западная часть Евразийской плиты простирается до Срединно-Атлантического хребта и захватывает часть Исландии. На севере евразийской плиты расположен огромный шельф, через пассивную континентальную окраину переходящий в бассейн Северного Ледовитого океана и ограниченный хребтом Геккеля. На юге Евразийской плиты расположена огромная коллизионная зона: пояс гор, образовавшихся в результате закрытия океана Тетис и столкновения её с Индостанской плитой.

## Геологическое строение
Евразийская плита занимает огромную площадь — 67 800 000 км², это третья по размеру плита, и она содержит континентальной коры больше всех других литосферных плит. Она имеет очень длительную историю развития и содержит множество разновозрастных террейнов.